# Pseudonaclia
Pseudonaclia är ett släkte av fjärilar. Pseudonaclia ingår i familjen björnspinnare.
Kladogram enligt Catalogue of Life:
| Pseudonaclia | \| \| Pseudonaclia bifasciata \| \| \| \| \| \| Pseudonaclia fasciata \| \| \| \| \| \| Pseudonaclia minor \| \| \| \| \| \| Pseudonaclia puella \| \| \| \| |
|              | \| \| Pseudonaclia bifasciata \| \| \| \| \| \| Pseudonaclia fasciata \| \| \| \| \| \| Pseudonaclia minor \| \| \| \| \| \| Pseudonaclia puella \| \| \| \| |
|              | Pseudonaclia bifasciata |
|              | |
|              | Pseudonaclia fasciata |
|              | |
|              | Pseudonaclia minor |
|              | |
|              | Pseudonaclia puella |
|              | |